# 경찰예비대
경찰예비대(일본어: 警察予備隊 케이사츠 요비타이[*], National Police Reserve, NPR)는 일본 육상자위대의 전신 조직이다. 한국전쟁 발발 후 일본열도의 군사적 공백과 함께 1950년 8월 10일 일본 정부와 연합군 최고사령부(GHQ)가 75,000명의 경무장 병력으로 경찰예비대를 창설하였다. 경찰예비대령 제3조의 규정에 의하여 경찰예비대가 치안유지를 위해 특별한 필요가 있을 경우에는 일본 총리의 명령을 받아 행동한다.
1952년 10월에 보안대(保安隊)으로 개편되었다가, 2년 후인 1954년 7월에 육상자위대으로 개편하였다.

## 계급

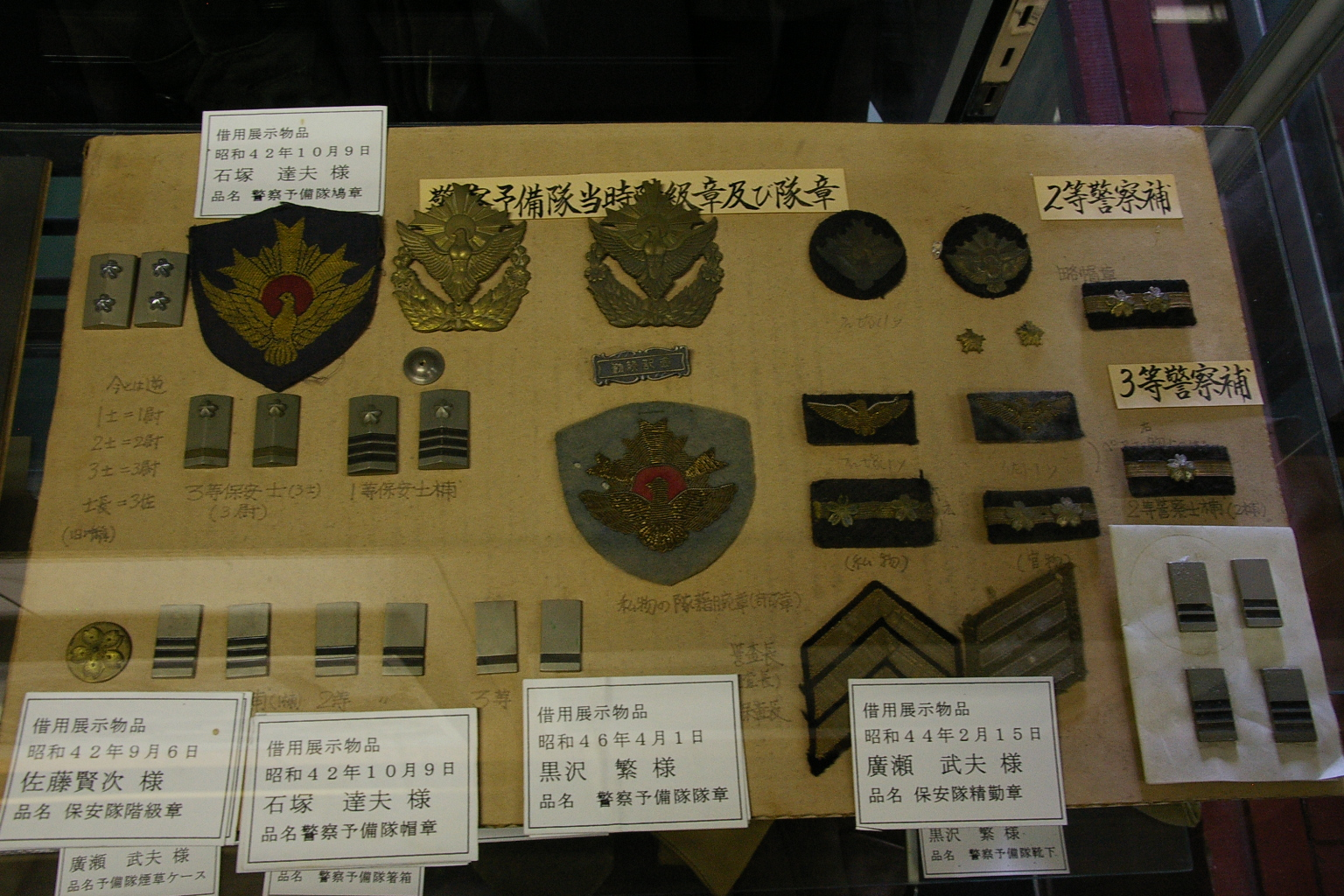
경찰예비대의 계급장.

경찰예비대 각 관구대(管區隊, 사단에 상당) 책임지역.

|        |            | 계급                                     | 해당하는 군사 계급 | 해당하는 군사 계급 | 해당하는 군사 계급 |
| 보안대 | 육상자위대 | 계급                                     | 각국 육군          |                    |                    |
| ------ | ---------- | ---------------------------------------- | ------------------ | ------------------ | ------------------ |
| 장교   | 장관급     | 경찰감(警察監)                           | 보안감             | 육장               | 중장               |
| 장교   | 장관급     | 경찰감보(警察監補)                       | 보안감보           | 육장보             | 소장               |
| 장교   | 영관급     | 1등경찰정(1等警察正)                     | 1등보안정          | 1등육좌            | 대령               |
| 장교   | 영관급     | 2등경찰정(2等警察正)                     | 2등보안정          | 2등육좌            | 중령               |
| 장교   | 영관급     | 경찰사장(警察士長) →3등경찰정(3等警察正) | 3등보안정          | 3등육좌            | 소령               |
| 장교   | 위관급     | 1등경찰사(1等警察士)                     | 1등보안사          | 1등육위            | 대위               |
| 장교   | 위관급     | 2등경찰사(2等警察士)                     | 2등보안사          | 2등육위            | 중위               |
| 장교   | 위관급     | (3등경찰사)                              | 3등보안사          | 3등육위            | 소위               |
| 부사관 | 부사관     | 1등경찰사보(1等警察士補)                 | 1등보안사보        | 1등육조            | 상사               |
| 부사관 | 부사관     | 2등경찰사보(2等警察士補)                 | 2등보안사보        | 2등육조            | 중사               |
| 부사관 | 부사관     | 3등경찰사보(3等警察士補)                 | 3등보안사보        | 3등육조            | 하사               |
| 병     | 병         | 경사장(警査長)                           | 보사장             | 육사장             | 상등병             |
| 병     | 병         | 1등경사(1等警査)                         | 1등보사            | 1등육사            | 일등병             |
| 병     | 병         | 2등경사(2等警査)                         | 2등보사            | 2등육사            | 이등병             |

## 같이 보기
- 남조선국방경비대 (한국 군정기의 해당하는 조직. 1948년에 대한민국 육군으로 개편되었다)

## 참고 자료
- Kuzuhara, Kazumi (2006). “The Korean War and The National Police Reserve of Japan: Impact of the US Army's Far East Command on Japan's Defense Capability” (PDF). 《NIDS Journal of Defense and Security》 (영어) (National Institute for Defense Studies). No. 7. ISSN 1345-4250.  6 June 2016에 원본 문서 (pdf)에서 보존된 문서.
- 서민교 (2014). “전후 일본의 방위 구상: 일본 우익 세력의 자위대 구상과 그 실천 과정”. 《일본비평》 (서울대학교 일본연구소) 10. ISSN 2092-6863. 2018년 8월 9일에 원본 문서에서 보존된 문서. 2018년 8월 9일에 확인함.
- 葛原和三 (2006). 朝鮮戦争と警察予備隊：米極東軍が日本の防衛力形成に及ぼした影響について (PDF). 《防衛研究所紀要》 (일본어) (防衛研究所) 8 (3). 2015년 11월 23일에 원본 문서 (pdf)에서 보존된 문서.
- 松本昌悦; 尾崎利生; 箭川哲 (1988).  原典 日本憲法資料集 (일본어). 創成社. ISBN 978-4794440082.
- 佐道明広 (2006).  戦後政治と自衛隊 (일본어). 吉川弘文館. ISBN 4-642-05612-2.
- 防衛庁 (2004). 〈自衛隊の階級〉. 平成16年版 防衛白書 (PDF) (일본어). 2013년 7월 27일에 원본 문서 (PDF)에서 보존된 문서. 2018년 4월 9일에 확인함.